# 14914 Moreux
A 14914 Moreux (ideiglenes jelöléssel 1993 TM26) a Naprendszer kisbolygóövében található aszteroida. Eric Walter Elst fedezte fel 1993. október 9-én.